# Alfonso Lara
Alfonso Osvaldo Lara Madrid (Santiago, 1946. április 27. – 2013. augusztus 13.) chilei válogatott labdarúgó. 

## Pályafutása

### Klubcsapatban
1968 és 1969 között a Magallanes csapatában kezdte a pályafutását. 1970 és 1972 között a Lota Schwager együttesét erősítette. 1973-ban a Colo-Colo-hoz igazolt, melynek tagjaként  bejutott csapatával a Copa Libertadores döntőjébe is, de ott alulmaradtak az argentin Independientével szemben. 1977 és 1979 között az Evertonban játszott.

### A válogatottban
1968 és 1975 között 29 alkalommal szerepelt az chilei válogatottban. Részt vett az 1974-es világbajnokságon és tagja volt az 1975-ös Copa Américan részt vevő válogatott keretének is.

## Sikerei, díjai
Colo-Colo
- Copa Libertadores döntős (1): 1973

## Külső hivatkozások
- Alfonso Lara adatlapja a National-Football-Teams.com oldalon (angolul)

- Alfonso Lara (spanyol nyelven). solofutbol.cl
- Alfonso Lara (angol, francia, spanyol nyelven). FootballDatabase.eu
- Alfonso Lara (német nyelven). kicker.de
- Alfonso Lara adatlapja a worldfootball.net oldalon (angolul)